# Sülzetal
Sülzetal è un comune tedesco di 8 917 abitanti situato nel land della Sassonia-Anhalt.